# 阿科爾區
52°00′N 70°56′E / 52.000°N 70.933°E

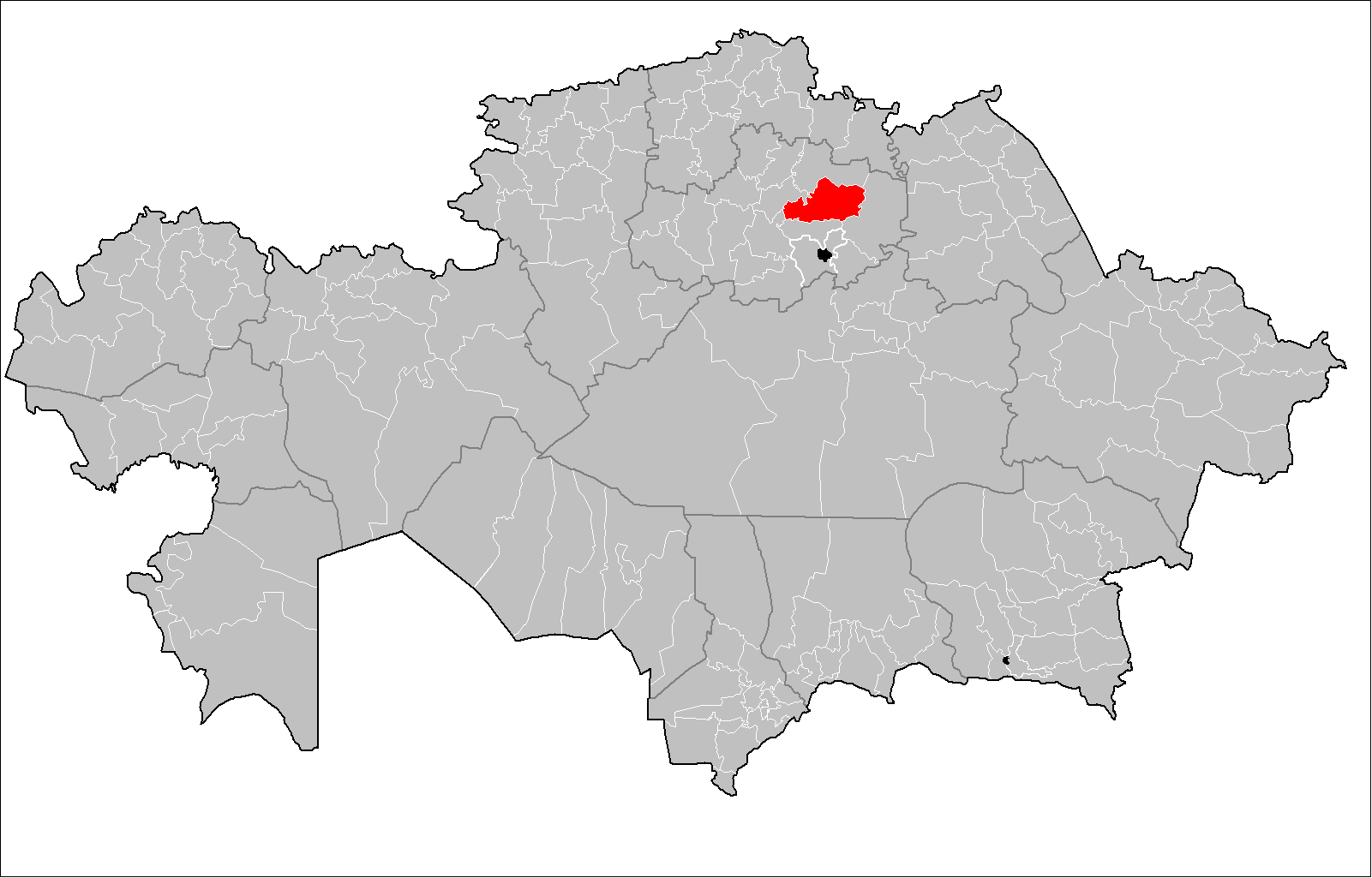

阿科爾區是哈薩克斯坦的行政區，位於該國北部，由阿克莫拉州負責管轄，首府設於阿科爾，始建於1930年，面積9,400平方公里，2013年人口27,522。